# コルナ・チェスカ
コルナ・チェスカ（チェコ語: Koruna Česká (monarchistická strana Čech, Moravy a Slezska)）は、チェコの王党派政党。
ボヘミア王家でもあったハプスブルク＝ロートリンゲン家の立憲君主制を主張し、可能ならば当主のカール・ハプスブルク＝ロートリンゲンを王として迎えるとしている。「コルナ」は王冠の意。
支持率は低調だが、共産党政権崩壊時から続く老舗の保守政党であり、国政政党も含めた主要の保守政党との協力も行っている。国家元首たる大統領の存在そのものに反対する立場から大統領選挙を度々ボイコットしている。